# Guido Müller (Beamter)
Guido Müller (* 1966 in Schleiden) ist ein deutscher Bundesbeamter und ehemaliger Nachrichtendienstler. Er war von 2013 bis 2018 Vizepräsident für Zentrale Aufgaben und Modernisierung des Bundesnachrichtendienstes.

## Leben
Guido Müller leistete 1986 den Wehrdienst ab und begann 1987 ein Studium zum Diplom-Verwaltungswirt (FH) beim Bundesnachrichtendienst. Nach Abschluss seines Studiums arbeitete er ab 1990 in verschiedenen Verwendungen im Bundesnachrichtendienst. Im Jahr 1997 wechselte er zum Bundeskanzleramt und wurde dort stellvertretender Referatsleiter. Im Jahr 2003 kehrte er zum Bundesnachrichtendienst zurück und wurde Dienststellenleiter. Ab 2007 war er wieder im Bundeskanzleramt tätig und stieg zum Referatsleiter auf. Als Referatsleiter war Müller über die widerrechtlichen Aktivitäten des US-Geheimdiensts NSA gegen europäische Unternehmen informiert.
Er war von 2013 bis Oktober 2018 Vizepräsident für Zentrale Aufgaben und Modernisierung und Beauftragter für den Haushalt, Geheimschutz und Wirtschaftsschutz des Bundesnachrichtendienstes. In dieser Zeit verhandelte Müller mehrmals mit anderen Europäischen Geheimdiensten, um ein Spionageabkommen zu ermöglichen. Er wurde 2016 als Kandidat für die neu geschaffene Position als Ständiger Bevollmächtigter des Parlamentarischen Kontrollgremiums für die Nachrichtendienste gehandelt. Für diesen Posten soll Müller sich selbst ins Gespräch gebracht haben.
Müller war danach von 2018 bis 2023 Leiter des Baumanagements und Sonderbeauftragter für das Projekt Campus bei der Deutschen Bundesbank, wo er anschließend als Präsident der Hauptverwaltung Sachsen/Thüringen nach Leipzig wechselte.
Ehrenamtlich wurde er Ehrenvorsitzender der Sozialwerke des Bundeskanzleramtes und Vorsitzender der Arbeitsgemeinschaft der Sozialwerke des Bundes.

## Kontroversen
Müller fiel auf, als er in Berlin im Restaurant Reinstoff, geführt vom Koch Daniel Achilles, im Jahr 2013 mit drei weiteren Personen zu Abend gegessen hatte und eine Rechnung über 1000 Euro als Spesen einreichte. Zudem wurde sein Haus für 180.000 Euro umgebaut, obwohl in seiner Schutzklasse ein Richtwert von 30.000 Euro vorgesehen ist. Für Irritationen bei der Fachaufsicht im Kanzleramt sorgte 2017 eine Dienstreise nach Mexiko, bei der Müller lediglich zwei beruflich bedingte Gespräche geführt und ansonsten gut ein Dutzend folkloristischer Events besucht habe.
Außerdem soll er sich im Herbst 2015 am Flughafen München durch vehementes Auftreten unberechtigt Zugang zur Senator Lounge der Lufthansa verschafft haben, was zu einer Beschwerde der Lufthansa über Müller beim Bundeskanzleramt führte.

## Weblink
- Guido Müller auf der Website der Bundesbank